# Rajongemeinde Rokiškis
Die Rajongemeinde Rokiškis (Rokiškio rajono savivaldybė) ist eine  Rajongemeinde im Nordosten Litauens, nicht weit von der Grenze zu Lettland. Sie gehört zum Bezirk Panevėžys.

## Orte
Die Rajongemeinde  umfasst die drei Städte Rokiškis, Obeliai (1371 Einw.) und Pandėlys (1024 Einw.), die 9 Städtchen (miesteliai) Čedasai, Duokiškis, Juodupė  (2023 Einw.), Jūžintai, Kamajai, Panemunėlis, Panemunis, Salos ir Suvainiškis, sowie 689 Dörfer, darunter Kavoliškis mit 1428 Einwohnern.

## Amtsbezirke
- Juodupė
- Jūžintai
- Kamajai
- Kazliškis
- Kriaunos mit Hauptschule Kriaunos
- Obeliai
- Pandėlys
- Panemunėlis
- Rokiškis Land
- Rokiškis Stadt

## Bürgermeister
- 1995–1997: Vytautas Masiulis
- 1997–2000, 2008–2011: Almantas Blažys (* 1964)
- 2000–2001, 2011–2013: Vidmantas Kanopa (* 1956)
- 2001–2003: Gediminas Matiekus
- 2003–2007: Egidijus Vilimas
- 2007–2008: Rimantas Velykis (1955–2025)
- 2013–2015: Vytautas Vilys
- 2015–2019: Antanas Vagonis
- 2019–(2027): Ramūnas Godeliauskas (* 1973), Polizist, Jurist

## Persönlichkeiten
- Emil Solomon Solly Sachs (* 1900 in Kamajai; † 1976 in London), südafrikanischer Anti-Apartheid-Aktivist und Schriftsteller